# Trachusa cordaticeps
Trachusa cordaticeps is een vliesvleugelig insect uit de familie Megachilidae. De wetenschappelijke naam van de soort is voor het eerst geldig gepubliceerd in 1949 door Michener.